# Eden (musikalbum)
Eden är ett musikalbum av Sarah Brightman som släpptes 1998.
Sarah Brightman leder lyssnaren genom sin resa genom Eden, paradiset, på ett klassiskt album med inslag av pop, new age och även gotiska influenser. Albumet är producerat av Frank Peterson.
Flertalet låtar är covers. Tillsammans skriver Frank Peterson och Sarah Brightman om låtarna genom nya musikinslag eller genom nya texter.
Låten Nella Fantasia var från början ett instrumentalt stycke av Ennio Morricone, gjort till filmen The Mission, som Brightman tillsammans med en italiensk kollega, Ferraù, skrev en italiensk text till. Detta såg Brightman som ett viktigt framsteg, då kompositören helst inte vill ge bort sina musikstycken enligt Brightman själv under en inspelad livekonsert One Night in Eden. Låten har därefter kopierats av flera andra artister, till exempel Il Divo.
Eden var även början på Brightmans solokarriärs världsturnéer. Detta album är även dokumenterat på dvd där flera låtar från Eden finns med men även andra låtar från hennes repertoar.

## Tracklista
1. In paradisum
2. Eden
3. So Many Things
4. Anytime, Anywhere
5. Bailero
6. Dust in the wind
7. Il mio cuore va
8. Deliver Me
9. Un jour il viendra
10. 'Nella Fantasia
11. Tu
12. Lacia ch'io pianga
13. Only an ocean Away
14. Scene d'amour
15. Nessun dorma